# ハピライン福井線
もしかして
- ハピラインふくい線

ではありませんか？